# جون غيبسون لوكهارت
جون غيبسون لوكهارت (بالإنجليزية: John Gibson Lockhart)‏ (14 يوليو 1794 في المملكة المتحدة - 25 نوفمبر 1854 في المملكة المتحدة)؛مترجم، محامي، صحفي، كاتب وروائي بريطاني.

## روابط خارجية
- جون غيبسون لوكهارت على موقع الموسوعة البريطانية (الإنجليزية)
- جون غيبسون لوكهارت على موقع ميوزك برينز (الإنجليزية)